# Gesar
Král Gesar (གེ་སར་རྒྱལ་པོ, Ge-sar rGyal-po) je legendární tibetská postava. Gesar údajně pocházel z Lingu a žil ve 12. století. Báje a legendy o jeho činech jsou populární především v Tibetu, ale známé i v Mongolsku, Číně a severní Indii.

## Dinosauří fosilie a Gesar z Lingu
Podle zjištění čínských paleontologů se mnozí obyvatelé Tibetu klaněli zkamenělým otiskům stop druhohorních sauropodních dinosaurů, protože je považovali za pozůstatky legendárního Gesara z Lingu a jeho činů.